# Sessió conjunta
Una sessió conjunta, convenció conjunta o reunió conjunta és la reunió de dos grups que sovint exerceixen llurs funcions per separat, en una sessió única o extraordinària amb un propòsit específic. En la majoria dels casos, es refereix a la reunió de les dues cambres d'un parlament o congrés bicameral, com per exemple un Senat i la Cambra dels Diputats.